# La Trinidad (Estelí)
La Trinidad est une municipalité nicaraguayenne du département d'Estelí au Nicaragua.